# Biometeorologia
Biometeorologia, bioklimatologia – interdyscyplinarna nauka na styku biologii, medycyny, geografii, klimatologii i in., zajmująca się generalnie wpływem warunków atmosferycznych na fizjologię organizmów żywych oraz ich rozmieszczenie na kuli ziemskiej.
Nauki wyodrębniane w zależności od przedmiotu badań to:
- fitobiometeorologia – wpływ klimatu i pogody na rośliny, zwłaszcza uprawne (agroklimatologia);
- zoobiometeorologia – wpływ klimatu i pogody na zwierzęta, ze szczególnym uwzględnieniem zwierząt hodowlanych. W jej obrębie wyróżnia się m.in. biometeorologię entomologiczną, badającą wpływ warunków atmosferycznych na owady, zwłaszcza insekty (np. komary), przedmiot zainteresowania ze względu na ich niekiedy szkodliwy wpływ na zdrowie człowieka;
- biometeorologia człowieka, inaczej biometeorologia lekarska, zajmująca się wpływem klimatu i pogody na człowieka.

Stosowany jest podział na kilka dyscyplin badawczych, wśród nich najistotniejsze są meteorofizjologia i meteoropatologia. Pierwsza z nich zajmuje się wpływem tych czynników na organizm zdrowego człowieka i wyróżniamy w niej m.in.:
- meteorofizjologię geograficzną badającą wpływ czynników geograficznych na czynności fizjologiczne człowieka, np. wpływ klimatu na kolor skóry i włosów czy zależność cyklu rozwoju człowieka od szerokości geograficznej, na której żyje
- meteorofizjologię aklimatyzacji – badanie zjawisk fizjologicznych w organizmie człowieka po przeniesieniu do innej strefy klimatycznej, procesów aklimatyzacji itp.
- meteorofizjologię sportu – badanie wpływu czynników klimatycznych na zdrowie i osiągnięcia sportowców, np. zależności wydolności oddechowej od wysokości n.p.m.
- meteorofizjologię urbanistyczną – badanie wpływu zagospodarowania przestrzennego miast, struktury zabudowy, używanych materiałów budowlanych na zdrowie człowieka, szukanie metod wzmacniania wpływu pozytywnych bodźców klimatycznych i łagodzenia negatywnych, np. w przypadku projektowania osiedla mieszkaniowego, wskazywanie rozwiązań powodujących, że będzie ono odpowiednio przewietrzane i dzięki temu uniknie się gromadzenia w jego obszarze zanieczyszczeń powietrza
- a nawet meteorofizjologię kosmiczną, badającą wpływ czynników pozaziemskich, np. promieniowania kosmicznego na zdrowie kosmonautów.

Meteoropatologia bada zaś wpływ czynników meteorologicznych na patogenezę, przebieg i epidemiologię chorób. Meteoropatologia geograficzna jest nauką o przestrzennym rozpowszechnianiu chorób, zajmuje się np. badaniem występowania danej choroby w zależności od temperatury, wilgotności powietrza, kierunków wiatrów itp. Praktycznym efektem badań meteoropatologicznych jest rozwój klimatoterapii – stosowania różnych klimatów (morskiego, górskiego) i różnych czynników klimatycznych dla uzyskania efektu leczniczego itp.